# Moule a Chique
Moule a Chique es una localidad de Santa Lucía que forma parte del distrito de Vieux Fort.